# Lifanyuan
Lifanyuan („Hof für die Verwaltung der nördlichen Vasallenfürstentümer“, chinesisch 理藩院, Pinyin Lǐfānyuàn; manjur.:  Tulergi golo be darasa jurgan; mongol.: γadaγdu mongγul un törü-ji jasaqu jabudal-un jamun) war im chinesischen Kaiserreich der Mandschu-Dynastie (Qing) das Ministerium für Minoritäten-Angelegenheiten. Es war für die Beziehungen der chinesischen Zentralregierung mit den Mongolen, Tibetern und verschiedenen Grenzvölkern in Xinjiang (Uighuren), Sichuan und anderen Gebieten (Russen) u. a. zuständig. Es setzte sich ausschließlich aus Mitgliedern der Acht Banner zusammen.